# Seznam obiskov ameriških predsednikov v Republiki Sloveniji
Seznam obiskov predsednikov Združenih držav Amerike v Republiki Sloveniji združuje vse uradne obiske predsednikov ZDA v Sloveniji od osamosvojitve.

## Seznam
| #  | Datum          | Lokacija        | Predsednik ZDA | Predsednik RS | Predsednik vlade RS | Opomba                                                                | Sklic |
| -- | -------------- | --------------- | -------------- | ------------- | ------------------- | --------------------------------------------------------------------- | ----- |
| 1. | 17. junij 1999 | Ljubljana       | Bill Clinton   | Milan Kučan   | Janez Drnovšek      | Prvi obisk ameriškega predsednika v Republiki Sloveniji               | [ 1 ] |
| 2. | 16. junij 2001 | Brdo pri Kranju | George W. Bush | Milan Kučan   | Janez Drnovšek      | Prvo srečanje med Bushem in ruskim predsednikom Putinom               | [ 2 ] |
| 3. | 9. junij 2008  | Brdo pri Kranju | George W. Bush | Danilo Türk   | Janez Janša         | Udeležba na zasedanju Evropskega sveta v času predsedovanja Slovenije | [ 3 ] |